# روماريو كايسيدو
روماريو كايسيدو هو لاعب كرة قدم إكوادوري في مركز الهجوم، ولد في 23 مايو 1990. لعب مع نادي إيميلك.

## وصلات خارجية
- روماريو كايسيدو على موقع قاعدة بيانات كرة القدم.إي يو (الإنجليزية)
- روماريو كايسيدو على موقع ناشيونال فوتبول تيمز (الإنجليزية)
- روماريو كايسيدو على موقع Soccerway.com (الإنجليزية)
- روماريو كايسيدو على موقع عالم كرة القدم.نت (الإنجليزية)